# Наполнители
Наполни́тели — вещества, добавляемые к основному составу для изменения свойств или (и) удешевления материала. Наиболее распространены твёрдые: древесная мука, древесные опилки, шелуха зерновых, хлопковые очёсы, хлопчатобумажная ткань, бумага, графит, асбест, кварц, стекловолокно, отходы автопокрышек, различные природные и синтетические отходы добычи и переработки, — как отдельно так и в композиции с другими.
 

## Пластики
Вещества, вводимые в резиновую смесь или в латекс (сажа, мел, тальк, оксид магния), в пластмассы (древесные опилки, асбест и т. д.), для улучшения различных технических свойств. Например, сажа придаёт резинам износостойкость (а также удешевляет их). В качестве наполнителей применяют сажу, графит, стеклянные, асбестовые, химические волокна и др. Например, в слоистых пластиках роль наполнителя выполняют бумага, ткани, в пенопластах — газы, например, азот.

## Пестициды
В некоторых случаях наполнители (тальк, мел, каолин и др.) добавляют в различные препараты (дусты) ядохимикатов.

## Лекарственные средства
Иногда наполнители добавляют в таблетированные лекарства (мел, сахар).

## Пищевые наполнители
Часто мороженое подаётся с различными съедобными наполнителями.
Различные зёрна, семена, изюм, орехи, цукаты, отруби и т. д. могут использоваться как наполнители хлебобулочных изделий.